# L'Idée libre

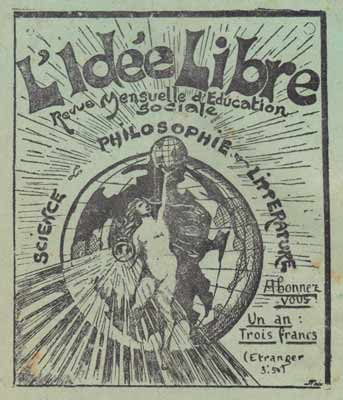
Le logo de 1911.

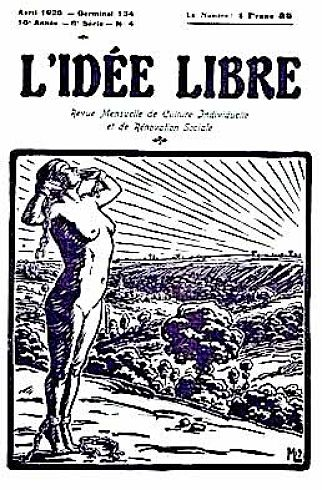
Le numéro d'avril 1926.

L'Idée libre est une revue libertaire et anciennement maison d'édition française, fondée le 1er décembre 1911 par André Lorulot,  sur une ligne initialement néo-malthusienne. D'abord éducationiste, elle devient exclusivement anticléricale à partir de 1945.

## Historique
Une revue intitulée L'Idée libre, littéraire artistique sociale avait précédemment paru entre 1900 et 1904 à Mons (Belgique) avec comme directeur François Jules Alexandre André .
De 1911 à 1940, d'abord « Revue Mensuelle d'Éducation Sociale » puis « Revue Mensuelle de Culture Individuelle et de Rénovation Sociale », les thèmes abordés sont variés : hygiène, alimentation, sociologie, littérature, anticléricalisme, mais aussi les problèmes de surpopulation, d'alcoolisme, de la guerre et de la manière de surmonter le problème de la guerre.
En juillet 1911, André Lorulot abandonne la direction du journal L'Anarchie, tout en poursuivant sa collaboration, et fonde peu après L'Idée libre. Quelques jours plus tard, le 20 décembre, éclate l’affaire des « bandits tragiques », l’affaire Bonnot liée au milieu de l’anarchie à Romainville. Un typographe de la revue est impliqué.
Durant la Première Guerre mondiale, la publication est interrompue pour reprendre en juillet 1917 (deuxième série). Les premiers numéros, que Lorulot compose entièrement, sont tirés sur une petite presse à épreuve, dans la cuisine de Madeleine Bouchet, veuve de son ami Léon Bouchet, mort en 1916 : « Il fallait quinze jours pour tirer un numéro. Un travail infernal et interminable » (L'Idée libre, juin 1923).
Selon Gustave Brocher dans l'article Libre pensée de l'Encyclopédie anarchiste : « La Fédération nationale des Libres-Penseurs de France (dont Lorulot est le propagandiste officiel) est influencée par les tendances libertaires de l'Idée Libre, organe qui consacre à la propagande rationaliste un effort suivi et des pages intéressantes. »
Selon l'historien Jean-Marc Schiappa : « En 1911, le mouvement ouvrier est dans une situation très difficile et le mouvement libre penseur également. On est dans une phase d'avancée vers la guerre, dans quelques mois la loi de trois ans du service militaire va être votée. La réponse des grandes organisations ne convient pas que ce soit la SFIO qui ne s'occupe que de ses succès électoraux ou de la CGT confrontée aux conséquences de l'échec des grèves de 1906 /1907. Le mouvement anarchiste verse dans l'illégalisme. C'est l'année de la bande à Bonnot dans laquelle, d'ailleurs, Lorulot est compromis. Le mouvement libre penseur est un peu subjugué par le succès de la loi de 1905. La situation personnelle de Lorulot s'intègre dans ce cadre. En 1911, il est un militant individualiste. Par ses talents oratoires et épistolaires, il a été amené à devenir le principal animateur de la revue L'Anarchie. Après le décès de Libertad, il la dirige mais doit en arrêter la publication en juillet 1911. Il lance donc L'Idée libre, revue vouée à l'auto-éducation, à l'éducation personnelle et qui sera en fait, avec l'animation de la LP, le grand combat de sa vie jusqu'à son décès en 1963. »

## Revue anticléricale
Le titre reparaît après la Seconde Guerre mondiale, essentiellement centrée alors sur l'anticléricalisme et liée à la Fédération nationale de la libre-pensée. La revue se détache de son caractère éducationiste pour peu à peu s’orienter vers la propagande rationaliste.
Aujourd'hui publiée quatre fois par an, par la Fédération nationale de la libre pensée, la revue précise en première page : « L'Idée Libre est la revue du rationalisme expérimental sans dogme sans livre sacré. L'Idée Libre est la revue de l'individu qui conquiert ses libertés, de l'autodidacte qui pratique les recherches dans tous les domaines ». Chaque numéro comporte un dossier thématique. On peut se procurer la revue au 10/12 rue des Fossés-St-Jacques ou par le site web : https://www.fnlp.fr

## Collaborateurs de la revue
- Gérard de Lacaze-Duthiers[9]
- Madeleine Pelletier[10]
- Denis Lefebvre
- Émilie Lamotte
- Lucien Banville d'Hostel
- Charles-Ange Laisant

## Publications
- La revue à la BnF.
- André Lorulot, Le soviet, Saint-Étienne, 1919[11].
- Émilie Lamotte, La Limitation des Naissances. Moyens d’éviter les Grandes Familles, 1920.
- Les bolcheviks : ce qu'ils veulent et ce qu'ils font, Conflans-Sainte-Honorine, 1921, (BNF 33270913), lire en ligne sur Gallica.
- Émilie Lamotte, L’Education rationnelle de l’enfance, Publications mensuelles, n°21, juillet 1922, texte intégral, lire en ligne sur Gallicalire en ligne sur Gallica.
- Charles Richet, Jacques Novicow, Camille Flammarion : L'illusion patriotique, 1925, lire en ligne sur Gallicalire en ligne sur Gallica.
- Laurent Tailhade, Diderot, 1925 [lire en ligne]lire en ligne sur Gallica
- Paul Vigné d'Octon, La Vie et l'Amour : les doctrines freudiennes et la psychanalyse. Enquête dirigée par P. Vigné d'Octon, 1934.
- Joseph Turmel, Comment j'ai donné congé aux dogmes, Bibliothèque du libre penseur, Herblay, 1935.

## Iconographie
- Fédération internationale des centres d'études et de documentation libertaires : cartes postales.

## Notices
- Notices d'autorité :   - VIAF
  - BnF (données)
  - LCCN
  - WorldCat
- L'Idée libre : revue mensuelle d'éducation sociale, (OCLC 474488845), Sudoc,  (ISSN 0996-1569).
- L'Éphéméride anarchiste : notice.
- René Bianco, 100 ans de presse anarchiste : L'Idée libre.
- René Bianco, 100 ans de presse anarchiste : Éditions de L'Idée libre.
- René Bianco, 100 ans de presse anarchiste : Publications mensuelles de L'Idée libre.
- (es) Anarco Efemerides : notice.